# Scopula submutulata
Scopula submutulata är en fjärilsart som beskrevs av Hans Rebel 1902. Scopula submutulata ingår i släktet Scopula och familjen mätare. Inga underarter finns listade.